# National Union of Domestic Employees
National Union of Domestic Employees är hushållsarbetarnas fack i Trinidad och Tobago.
1974 startade Clotil Walcott, tillsammans James Lynch, Salisha Ali och andra,"National Union of Domestic Employees "(NUDE), då som en avdelning inom Union of Ship Builders, Ship Repairers and Allied Workers Union (USSR). Vid bildandent menade man att målet var att: “ena alla personer som tjänar som kockar/kokerskor, köksarbetare, hembiträden, betjänter, sömmerskor, tvätterskor, bartendrar, barnpassare, chaufförer, budbärare, vaktmästare och hushållsassistenter” och tog därmed ställning även för låginkomsttagare i allmänhet.
Förutom facklig verksamhet, har man också arbetat för kvinnliga anställdas rättigheter, och har länge argumenterat för att Industrial Relations Act skall gälla även hushållsarbetare.

### Fotnoter
1. ↑  Clotil Walcott 1925-2007 - A Tribute - By Dr. Rhoda Reddock Arkiverad 13 april 2008 hämtat från the Wayback Machine.